# Dodge Polara
De Dodge Polara was een model van het Amerikaanse automerk Dodge uit de jaren 1960. De auto werd in 1960 geïntroduceerd als het topmodel van Dodge' vernieuwde gamma. Volgend op de Custom 880 twee jaar later ging de Polara een trapje omlaag. Vier generaties later werd de Polara in 1973 vervangen door de Dodge Monaco. Gedurende de jaren 1970 werden varianten van de Dodge Dart in Argentinië gebouwd en in Zuid-Amerika verkocht als Dodge Polara (en Coronado). Van 1977 tot 1981 werd de Britse Hillman Avenger in Brazilië verkocht onder de Dodge Polara-vlag.

## Eerste generatie (1960-1962)
De Dodge Polara debuteerde in 1960 als het nieuwe topmodel van Dodge' gamma. Net onder de Polara werd gelijktijdig de Dodge Matador geïntroduceerd. Het model droeg nog de kenmerken van Virgil Exners Forward Look-stijl uit 1957 met zich mee, met op straalmotoren geïnspireerde achterlichten en verkorte staartvinnen. Verder bevatte de Polara ook gestileerde lijnen en veel chroom. Het eerste jaar wilden de verkopen niet echt meer, mede door de Matador maar ook de goedkopere en eveneens nieuwe Dodge Dart. Een face-lift en het schrappen van de Matador in 1961 brachten geen soelaas. De Dart daarentegen kende beide jaren een enorm succes.

## Tweede generatie (1962-1964)
In 1962 verscheen vervolgens een nieuwe Polara op een 15 cm kortere wielbasis. Dat was in anticipatie op de concurrentie - met name Chevrolet - die naar verwachting kleinere modellen ging uitbrengen. In plaats daarvan bracht Chevrolet echter grotere modellen uit. Dit nadeel kostte Chrysler klanten en snel werd de Polara gecombineerd met de Chrysler Newport tot de Dodge Custom 880 om die klanten terug te winnen. Nog in 1962 werden de sportievere Polara 500 coupé en cabriolet geïntroduceerd.

## Derde generatie (1965-1968)
De vernieuwde Polara voor 1965 werd opnieuw verlengd tot de vorige wielbasis en werd volledig hertekend. Hiermee werd de (Custom) 880 geëlimineerd en vervangen door de vernieuwde Dodge Monaco. De nieuwe Polara was iets hoekiger en bijna identiek aan de Monaco. De aanverwante kleinere modellen Polara 500, Polara 440 en Polara 330 werden naar het gamma van de Coronet verschoven, waarmee ook hun wielbases verkleinden. In 1967 kregen zowel de Polara als de Monaco een facelift waarbij ze 15 cm langer werden en ook het interieur werd onder handen genomen.

## Vierde generatie (1969-1973)
Voor 1969 werd alle modellen van de merken onder de Chrysler-groep hertekend. Daarbij werden de scherpe hoeken afgerond en kregen de modellen een gestroomlijnde aanblik. Tussen de Polara en het topmodel, de Monaco, verscheen opnieuw de Polara 500. In 1970 werden de voor- en achterzijde van de Polara opnieuw bijgewerkt. Hierbij kreeg het model een voorbumper die om de koplampen en grille heen zat. De Polara 500 werd vervangen door de Polara Custom. Tenslotta was dit jaar het laatste dat de Polara als cabriolet bestond. In 1971 verdween ook de Polara Special maar verscheen ook de duurdere Polara Brougham die het slechts een jaar uithield. In 1972 kreeg de Polara een grondige facelift en in 1973 werd nogmaals de voorzijde gewijzigd. Daarbij verdween de omsluitende bumper. Dalende verkopen leidden na dit jaar tot het schrappen van de Polara.